# La Guerre des cartels
Ne doit pas être confondu avec Sicario : La Guerre des cartels.
Série
La Guerre des cartels 2
(2019)
Pour plus de détails, voir Fiche technique et Distribution.
La Guerre des cartels (掃毒, So duk) est un film hongkongais réalisé par Benny Chan et sorti en 2013.
Sa suite, La Guerre des cartels 2, sort en 2019.

## Synopsis
Deux policiers (Lau Ching-wan et Nick Cheung) et un autre infiltré (Louis Koo) luttent contre un puissant baron de la drogue thaïlandais surnommé le « Bouddha à huit têtes » et doté d'une véritable armée de mercenaires.

## Fiche technique
- Titre : La Guerre des cartels
- Titre original : 掃毒 (So duk)
- Titre anglais : The White Storm
- Réalisation : Benny Chan
- Scénario : Benny Chan, Manfred Wong, Ram Ling, Wong Chun et Tam Wai Ching
- Décors et costumes :
- Photographie :
- Son :
- Montage :
- Musique : Nicolas Errèra
- Production : Benny Chan
- Sociétés de production :
- Pays d'origine : Hong Kong
- Langue : cantonais
- Format : Son - Dolby Digital
- Genre : Action, policier
- Durée : 134 minutes
- Dates de sortie :
- Hong Kong : 25 octobre 2013
- Chine : 29 novembre 2013

## Distribution
- Lau Ching-wan : Ma Ho-tin
- Louis Koo : So Kin-chow
- Nick Cheung : Cheung Tsz-wai
- Yuan Quan : Chloe Yuan
- Lo Hoi-pang : Wei Xin-guang (Bouddha à huit têtes)
- Berg Ng : Wong Shun-yik
- Ken Lo : Bobby
- Treechada Malayaporn : Mina Wei
- Lam Kwok-bun : Hak Tsai
- Hugo Ng : M.D. Wong
- Marc Ma : Dune Kun
- Xing Yu : Kanit
- Law Lan : mère de Tsz-wai
- Lee Siu-kei : Kei, informateur de Ho-tin
- Vithaya Pansringarm : Mr. Choowit